# 流石景
流石 景（さすが けい、1981年10月6日 - ）は、日本の漫画家。青森県出身。女性。東洋美術学校卒業。2023年より『一緒に暮らしていいですか?』を連載開始し、『グランドジャンプむちゃ』（集英社）から『グランドジャンプ』（同）に移籍して連載している。

## 略歴
- 2005年、マガジングランプリ6月期 奨励賞を受賞[4]。
- 2007年、『FIND NEW WAY!』で第79回週刊少年マガジン新人漫画賞入選を受賞し、『マガジンSPECIAL』2008年1月号において同作でデビュー[1][4]。
- 2009年、『スマイルアンサー』で『マガジンドラゴン』のドラゴンカップストーリー部門優勝。[要出典]同年、『週刊少年マガジン』において読み切りを掲載した後、『GE〜グッドエンディング〜』を連載開始[5]。2013年完結[6]。
- 2014年、同誌において、『ドメスティックな彼女』を連載開始[7]。2019年にはアニメ化された[8]。2020年完結[9]。
- 2023年、『グランドジャンプむちゃ』にて『一緒に暮らしていいですか?』を連載開始[2]。同年、『グランドジャンプ』に移籍[10][3]。
- 2024年、『マンガボックス』にて『東京R.I.P.』を連載開始[11]。

## 作品リスト

### 連載
- GE〜グッドエンディング〜（『週刊少年マガジン』2009年38号[5] - 2013年6号[6]、全16巻）
- ドメスティックな彼女（『週刊少年マガジン』2014年21・22合併号[7] - 2020年28号[9]、全28巻） - 2019年にアニメ化[8]
- 一緒に暮らしていいですか?（『グランドジャンプむちゃ』2023年3月号[2] - 2023年11月号[10]→『グランドジャンプ』2023年24号[3] - 、既刊5巻）
- 東京R.I.P.（『マンガボックス』2024年3月23日[11] - 2024年12月14日[12]、既刊2巻（電子書籍限定））

### 読切
- FIND NEW WAY!（『マガジンSPECIAL』2008年1月号） - デビュー作[1]
- スマイルアンサー（『マガジンドラゴン』2号）
- GE〜グッドエンディング〜（『週刊少年マガジン』2009年19号）
- Medicine（『マガジンSPECIAL』2013年6月号）
- ドメスティックな異世界転移（『週刊少年マガジン』2020年48号[13]） - 「異世界」がテーマの読み切り企画作品[13]
- 極マネ！（『週刊少年マガジン』2021年42号[14]）
- 東京GhostBros（『週刊少年マガジン』2021年43号[15]）
- 彼女と僕のエンドロール（『週刊少年マガジン』2021年44号[16]）
- 恋仲外秘です!!（『グランドジャンプ』2022年22号袋とじ[17]）

### 挿絵
- 飛べ! 龍馬 -坂本龍馬物語-（著：小沢章友、『青い鳥文庫』2010年7月発売）
- 新島八重物語 -幕末・維新の銃姫‐ 歴史発見!ドラマシリーズ（著：藤本ひとみ、『青い鳥文庫』2012年12月発売）
- 黒田官兵衛 -天下一の軍師- 戦国武将物語（著：小沢章友、『青い鳥文庫』 2013年12月発売）
- 真田幸村 -風雲! 真田丸- 戦国武将物語（著：小沢章友、『青い鳥文庫』2015年11発売）

### その他
- 西日本応援イラスト集（『コミックDAYS』2018年配信[18]） - イラスト[18]
- 内山敦司『世界か彼女か選べない』第4巻特装版付属小冊子「世界か彼女か選びます！」（2018年11月[19]） - イラスト寄稿[19]
- るり原ズラチー『フェチップル〜僕らの純粋な恋〜』第1巻帯（2018年12月[20]） - イラストとコメント寄稿[20]
- 『ミッキーマウス90周年記念イラスト集 gift』（2019年6月[21]） - イラスト参加[21]
- 大久保篤『炎炎ノ消防隊』第21巻特装版小冊子「炎炎ノ消防隊イラスト画集『ARTS OF SOUL MATES vol.2』」（2019年12月[22]） - イラスト[22]
- I Met the Creator of Domestic Girlfriend（youtube対談動画）[23]

## 関連人物

### 師匠
- 日向武史[24]

### アシスタント
- 梅山たらこ（歌鳴リナ[25]）[26]
- オギノユーヘイ[27]
- るり原ズラチー[28]
- 亀ユウキ[29]
- 坂ノ市クバル[30]